# 濟尼亞雷
濟尼亞雷（法語：Ziniaré）是西非國家布基納法索的城鎮，也是高原中部大区與烏布里滕加省的首府，位於該國中部，距離首都瓦加杜古約35公里。